# Grīgorīs Makos
Grīgorīs Makos (in greco: Γρηγόρης Μάκος; Atene, 18 gennaio 1987) è un ex calciatore greco, di ruolo centrocampista.

## Carriera
A livello professionistico ha giocato con il Paniōnios dal 2003 al 2009, per poi trasferirsi all'AEK Atene.

## Palmarès

### Club

#### Competizioni nazionali
- Coppa di Grecia: 1

AEK Atene: 2010-2011